# Cybaeodes
Cybaeodes là một chi nhện trong họ Liocranidae.